# Moacir Barbosa Nascimento
Moacir Barbosa Nascimento, de vegades escrit Moacyr Barbosa, (Campinas, 27 de març de 1921 - Santos, 7 d'abril de 2000) fou un futbolista brasiler de la dècada dels 50 que jugava de porter.
De tots els clubs als que defensà destacà per damunt de tots el Club de Regatas Vasco da Gama, on jugà més de deu temporades. Guanyà 6 cops el campionat de Rio de Janeiro, a més del Campionat sud-americà del 1948. Amb la selecció brasilera guanyà la Copa Amèrica de l'any 1949.
Malgrat ser un dels millors porters del moment, fou considerat el culpable de la desfeta de la selecció del Brasil a la Copa del Món de Futbol de 1950, que perdé la final davant l'Uruguai en l'anomenat Maracanaço.

## Palmarès
Clubs
- Campionat Sud-americà de clubs de futbol: 1948.
- Campionat carioca: 1945, 1947, 1949, 1950, 1952, 1958
- Torneig Rio-São Paulo: 1958.
- Torneig Quadrangular do Rio : 1953
- Torneig de Santiago de Xile : 1953

Selecció
- Finalista de la Copa del Món de Futbol de 1950
- Copa Amèrica de futbol: 1949
- Copa Rio Branco: 1947, 1950.
- Copa Roca el 1945